# Списак споменика НОБ у Словенији
Списак споменика посвећених Народноослободилачкој борби, од 1941. до 1945. године, као и народним херојима и истакнутим личностима Народноослободилачког покрета који се налазе у Републици Словенији. Због обимности чланак је подељен у три целине. 

## Меморијални комплекси
| Меморијални комплекси посвећени Народноослободилачкој борби на територији Републике Словеније |                                       |                           | |                                                       |                                                          |
| Слика                                                                                         | назив меморијалног комплекса          | локација                  | посвећен | аутор/и и година постављања                           | напомена                                                 |
|                                                                                               | „Грамозна јама“                       | Љубљана                   | таоцима које су на овом месту стрељали италијански фашисти током 1942. и 1943. године                                         | архитекта Винко Гланц и вајар Борис Калин, 1947-1955. | —                                                        |
|                                                                                               | Меморијални комплекс „Бегуње“         | Бегуње на Горењскем       | Жртвама фашизма страдалим у концентрационом логору од 1941. до 1945. године                                                   | вајари Борис Калин и Антон Битенц                     | —                                                        |
|                                                                                               | Меморијални комплекс „Жале“           | Љубљана                   | Борцима НОВЈ погинулим у НОБ и жртвама фашизма                                                                                | Јанез Бољка и Феђа Кошир                              | —                                                        |
|                                                                                               | Партизанска болница „Згорњи Храстник“ | Храстник                  | Деловању партизанске болнице и њеног особља у условима илегалности током Другог светског рата                                 | —                                                     | 1999. проглашена за споменик културе од државног значаја |
|                                                                                               | Партизанска болница „Јелендол“        | Кочевски Рог              | Деловању партизанске болнице и њеног особља у условима илегалности током Другог светског рата                                 | 1956.                                                 | —                                                        |
|                                                                                               | Партизанска болница „Павла“           | Трновски гозд             | Деловању партизанске болнице и њеног особља у условима илегалности током Другог светског рата                                 | —                                                     | —                                                        |
|                                                                                               | Партизанска болница „Пуглед“          | Пуглед                    | Партизанским рањеницима које су нацисти затворили у партизанску болницу и пустили их да изгоре у њој 27. октобра 1943. године | архитекта Милош Лапајне, 1957.                        | —                                                        |
|                                                                                               | Партизанска болница „Фрања“           | Долењи Новаки, код Церкна | Деловању партизанске болнице и њеног особља у условима илегалности током Другог светског рата                                 | —                                                     | проглашена за споменик културе од државног значаја       |
|                                                                                               | Паучкове партизанске болнице          | западно Похорје           | Деловању партизанске болнице и њеног особља у условима илегалности током Другог светског рата                                 | 1989.                                                 | 1999. проглашена за споменик културе од државног значаја |

## Споменици НОБ
| Споменици посвећени Народноослободилачкој борби на територији Републике Словеније |                                                   |                                  | |                                                                      |                                                   |
| Слика                                                                             | назив споменика                                   | локација                         | посвећен | аутор/и и година постављања                                          | напомена                                          |
|                                                                                   | Гробница народних хероја                          | Љубљана                          | Шеснаесторици народних хероја из Словеније | архитекта Едо Михевц и вајар Борис Калин, 1949.                      | —                                                 |
|                                                                                   | „Рат и мир“                                       | Цеље                             | борцима НОВЈ погинулим у НОБ и жртвама фашизма | вајар Јакоб Савиншек, 1958.                                          | —                                                 |
|                                                                                   | Спомен-гробница жртава фашизма                    | Урх, код Љубљане                 | Око 700 антифашиста убијених од словеначке Беле гарде | вајари Борис Калин и Карел Путрих, 1955.                             | —                                                 |
|                                                                                   | Спомен-гробница палих бораца                      | Врхпоље, код Випаве              | борцима НОВЈ погинулим у НОБ | —                                                                    | —                                                 |
|                                                                                   | Спомен-гробница палих бораца                      | Средња Добрава                   | борцима НОВЈ погинулим у НОБ | —                                                                    | —                                                 |
|                                                                                   | Спомен-гробница палих бораца и жртава фашизма     | Буково, код Церкна               | борцима НОВЈ погинулим у НОБ и жртвама фашизма | —                                                                    | —                                                 |
|                                                                                   | Спомен-гробница палих бораца и жртава фашизма     | Трново, код Нове Горице          | борцима НОВЈ погинулим у НОБ и жртвама фашизма | архитекта Едвард Равникар, 1958-1983.                                | —                                                 |
|                                                                                   | Спомен-камен палим борцима                        | Требенче                         | борцима НОВЈ погинулим у НОБ | —                                                                    | —                                                 |
|                                                                                   | Спомен-камен Цанкаревом батаљону                  | Водичка планина                  | Оснивању и борцима партизанског батаљона „Иван Цанкар“ на том месту 5. августа 1941.                                                                           | —                                                                    | —                                                 |
|                                                                                   | Споменик борбама за коначно ослобођење            | Уршља Гора                       | Последњим борбама Четрнаесте словеначке дивизије и Југословенске армије против остатака непријатељских формација, одржаним на овом месту 14. маја 1945. године | —                                                                    | —                                                 |
|                                                                                   | Споменик демонстрацијама 1943.                    | Љубљана                          | Демонстрацијама жена које су протестовале против фашистичког насиља и за идеале Ослободилачког фронта Словеније 12. маја и 21. јуна 1943. године               | —                                                                    | —                                                 |
|                                                                                   | Споменик Дражгошкој бици                          | Дражгоше                         | борцима НОВЈ погинулим у бици код Дражгоша и жртвама фашизма које су побили и послали у логоре немачки војници јануара 1942. године                            | вајар Стојан Батич, архитекта Борис Кобета и сликар Иве Шубиц, 1976. | проглашен за споменик културе од државног значаја |
|                                                                                   | Споменик жртвама фашизма                          | Козлерјев гозд                   | Жртвама фашизма | —                                                                    | —                                                 |
|                                                                                   | Споменик жртвама фашизма                          | Радовна                          | Становницима села које су немачки војници све затворили у зграду, запалили ју и пустили их да живи изгоре у њој 20. септембра 1943. године                     | —                                                                    | —                                                 |
|                                                                                   | Споменик жртвама фашизма                          | Странице                         | Жртвама фашизма | —                                                                    | —                                                 |
|                                                                                   | Споменик куририма                                 | Тошко Чело                       | Куририма погинулим у НОБ | —                                                                    | —                                                 |
|                                                                                   | Споменик Народноослободилачком рату               | Марибор                          | борцима НОВЈ погинулим у НОБ и жртвама фашизма | вајар Славко Тихец, 1975.                                            | —                                                 |
|                                                                                   | Споменик Ослободилачком фронту Словеније          | Трновска вас                     | Конференцији Ослободилачког фронта Словеније, одржаној на овом месту 24. маја 1942. године                                                                     | —                                                                    | —                                                 |
|                                                                                   | Споменик оснивању Ослободилачког фронта Словеније | Љубљана                          | Првој оснивачкој конференцији Ослободилачког фронта Словеније, одржаној у кући Јосипа Видмара у Љубљани 27. априла 1941. године                                | —                                                                    | проглашен за споменик културе од државног значаја |
|                                                                                   | Споменик палим борцима                            | Ајдовшчина                       | борцима НОВЈ погинулим у НОБ | вајарка Милена Лах-Стибиљ, 1954.                                     | —                                                 |
|                                                                                   | Споменик палим борцима                            | Бистришки јарек                  | борцима НОВЈ погинулим у НОБ | —                                                                    | —                                                 |
|                                                                                   | Споменик палим борцима                            | Буково, код Церкна               | 28-орици бораца дивизије „Гарибалди“ погинулим у окршају с непријатељем јануара 1945. године                                                                   | —                                                                    | —                                                 |
|                                                                                   | Споменик палим борцима                            | Велење                           | борцима НОВЈ погинулим у НОБ | вајари Стојан Батич и Владимир Мушич, 1971.                          | —                                                 |
|                                                                                   | Споменик палим борцима                            | Велики Корињ                     | борцима НОВЈ погинулим у НОБ | —                                                                    | —                                                 |
|                                                                                   | Споменик палим борцима                            | Випава                           | борцима НОВЈ погинулим у НОБ | —                                                                    | —                                                 |
|                                                                                   | Споменик палим борцима                            | Врхника                          | борцима НОВЈ погинулим у НОБ | вајар Борис Калин                                                    | —                                                 |
|                                                                                   | Споменик палим борцима                            | Горња Радгона                    | борцима НОВЈ погинулим у НОБ | —                                                                    | —                                                 |
|                                                                                   | Споменик палим борцима                            | Грахово, код Церкнице            | борцима НОВЈ погинулим у НОБ | —                                                                    | —                                                 |
|                                                                                   | Споменик палим борцима                            | Грашка гора, код Велења          | борцима НОВЈ погинулим у тешким борцама с немачким јединицама у овом крају, фебруара 1944. године                                                              | вајар Антун Аугустинчић, 1979.                                       | —                                                 |
|                                                                                   | Споменик палим борцима                            | Дивача                           | борцима НОВЈ погинулим у НОБ | —                                                                    | —                                                 |
|                                                                                   | Споменик палим борцима                            | Закојца, код Церкна              | борцима НОВЈ погинулим у НОБ | —                                                                    | —                                                 |
|                                                                                   | Споменик палим борцима                            | Игрише                           | борцима НОВЈ погинулим у НОБ | —                                                                    | —                                                 |
|                                                                                   | Споменик палим борцима                            | Јаворски Пил                     | борцима НОВЈ погинулим у НОБ | —                                                                    | —                                                 |
|                                                                                   | Споменик палим борцима                            | Језерски врх                     | борцима НОВЈ погинулим у НОБ | —                                                                    | —                                                 |
|                                                                                   | Споменик палим борцима                            | Копривна                         | борцима НОВЈ погинулим у НОБ | —                                                                    | —                                                 |
|                                                                                   | Споменик палим борцима                            | Крвавец                          | борцима НОВЈ погинулим у НОБ | —                                                                    | —                                                 |
|                                                                                   | Споменик палим борцима                            | Криж при Сежани                  | борцима НОВЈ погинулим у НОБ | —                                                                    | —                                                 |
|                                                                                   | Споменик палим борцима                            | Кропа                            | борцима НОВЈ погинулим у НОБ | архитекта Алберт Сушник и вајари Марија и Стане Кержич, 1966.        | —                                                 |
|                                                                                   | Споменик палим борцима                            | Липа, код Комна                  | борцима НОВЈ погинулим у НОБ | —                                                                    | —                                                 |
|                                                                                   | Споменик палим борцима                            | Логатец                          | борцима НОВЈ погинулим у НОБ | —                                                                    | —                                                 |
|                                                                                   | Споменик палим борцима                            | Нова Горица                      | борцима Југословенске и Црвене армије погинулим у ослобођењу Горице 1945. године                                                                               | —                                                                    | —                                                 |
|                                                                                   | Споменик палим борцима                            | Опатје Село, код Нове Горице     | погинулим италијанским борцима Крашкога ударног батаљона НОВЈ                                                                                                  | вајар Р. Мореу, 1978.                                                | —                                                 |
|                                                                                   | Споменик палим борцима                            | Планина при Церкнем, код Церкна  | борцима НОВЈ погинулим у НОБ | —                                                                    | —                                                 |
|                                                                                   | Споменик палим борцима                            | Постојна                         | борцима НОВЈ погинулим у НОБ | вајар Франчишек Смерду, 1952.                                        | —                                                 |
|                                                                                   | Споменик палим борцима                            | Прегарје, код Илирске Бистрице   | борцима НОВЈ погинулим у НОБ | —                                                                    | —                                                 |
|                                                                                   | Споменик палим борцима                            | Созе                             | борцима НОВЈ погинулим у НОБ | —                                                                    | —                                                 |
|                                                                                   | Споменик палим борцима                            | Стара Церкев                     | борцима НОВЈ погинулим у НОБ | —                                                                    | —                                                 |
|                                                                                   | Споменик палим борцима                            | Трновец                          | борцима НОВЈ погинулим у НОБ | —                                                                    | —                                                 |
|                                                                                   | Споменик палим борцима                            | Трново при Горици                | борцима НОВЈ погинулим у НОБ | —                                                                    | —                                                 |
|                                                                                   | Споменик палим борцима                            | Храстник                         | борцима НОВЈ који су преминули у партизанској болници „Згорњи Храстник“                                                                                        | —                                                                    | —                                                 |
|                                                                                   | Споменик палим борцима                            | Чолнишче                         | борцима НОВЈ, Рудолфу Реганцину и Цирили Ахчан, који су овде убијени од непријатеља 8. јануара 1945. године                                                    | —                                                                    | —                                                 |
|                                                                                   | Споменик палим борцима                            | Чрнуче, код Љубљане              | борцима НОВЈ погинулим у НОБ | вајар Стојан Батич                                                   | —                                                 |
|                                                                                   | Споменик палим борцима                            | близина Шкофје Локе              | борцима НОВЈ погинулим у окршају с непријатељем у Вештрском млину 8. фебруара 1944. године                                                                     | —                                                                    | —                                                 |
|                                                                                   | Споменик палим борцима и жртвама фашизма          | Доброва                          | борцима НОВЈ погинулим у НОБ и жртвама фашизма | —                                                                    | —                                                 |
|                                                                                   | Споменик палим борцима и жртвама фашизма          | Кошењак                          | борцима НОВЈ погинулим у НОБ и жртвама фашизма, од којих је 11 окупатор живе запалио, а 4 стрељао 3. марта 1945. године                                        | —                                                                    | —                                                 |
|                                                                                   | Споменик палим борцима и жртвама фашизма          | Словенски Јаворник, код Јесеница | борцима НОВЈ погинулим у НОБ и жртвама фашизма | вајар Драго Тршар                                                    | —                                                 |
|                                                                                   | Споменик палим борцима и жртвама фашизма          | Тополшица, код Шоштања           | борцима НОВЈ погинулим у НОБ и жртвама фашизма | —                                                                    | —                                                 |
|                                                                                   | Споменик палим борцима и жртвама фашизма          | Церквењак                        | борцима НОВЈ погинулим у НОБ и жртвама фашизма | 1962.                                                                | —                                                 |
|                                                                                   | Споменик палим борцима и жртвама фашизма          | Церкно                           | борцима НОВЈ погинулим у НОБ и жртвама фашизма | 1954.                                                                | —                                                 |
|                                                                                   | Споменик палом борцу                              | Жлебе                            | Андреју Хафнеру, секретару ОК КПС Шкофја Лока, који је погинуо на овом месту 31. децембра 1944. године                                                         | —                                                                    | —                                                 |
|                                                                                   | Споменик партизанској акцији                      | Грчарице                         | борцима НОВЈ који су уништили четничко упориште у месту септембра 1943. године                                                                                 | —                                                                    | —                                                 |
|                                                                                   | Споменик партизанској акцији                      | Тисје                            | Првој већој борби Другог штајерског батаљона против немачких окупатора 24. децембра 1941. године                                                               | —                                                                    | —                                                 |
|                                                                                   | Споменик партизанској акцији                      | Храстенице                       | Нападу од 7. маја 1943. године, када су борци партизанског батаљона напали колону италијанских војника и уништили већи део њихове силе                         | —                                                                    | —                                                 |
|                                                                                   | Споменик Похорском батаљону                       | Осанкарица                       | борцима Похорског батаљона погинулим у борби с бројчано надмоћнијим немачким војницима јанауара 1943. године                                                   | вајар Славко Тихец и архитекта Бранко Коцмут                         | —                                                 |
|                                                                                   | Споменик палим пионирима                          | Љубљана                          | Пионирима погинулим у НОБ | вајар Зденко Калин, 1962.                                            | —                                                 |
|                                                                                   | Споменик палима за слободу                        | Зрече                            | борцима НОВЈ погинулим у НОБ | вајар Стојан Батич                                                   | —                                                 |
|                                                                                   | Споменик Прекоморским бригадама                   | Илирска Бистрица                 | борцима Прекоморских бригада НОВЈ | вајар Јанез Ленаси, 1965.                                            | —                                                 |
|                                                                                   | Споменик Револуцији                               | Загорје об Сави                  | борцима НОВЈ погинулим у НОБ и жртвама фашизма | вајар Стојан Батич, 1965.                                            | —                                                 |
|                                                                                   | Споменик Револуцији                               | Крањ                             | борцима НОВЈ погинулим у НОБ и жртвама фашизма | вајар Лојзе Долинар, 1961.                                           | —                                                 |
|                                                                                   | Споменик Револуцији                               | Љубљана                          | борцима НОВЈ погинулим у НОБ и жртвама фашизма | вајар Драго Тршар, 1975.                                             | —                                                 |
|                                                                                   | Споменик победи                                   | Мурска Собота                    | борцима Црвене армије који су ослободили град маја 1945. године                                                                                                | вајар Зденко Калин и архитекта Фери Новак, 1945.                     | —                                                 |
|                                                                                   | „Талац“                                           | Ново Место                       | борцима НОВЈ погинулим у НОБ и жртвама фашизма | вајар Јакоб Савиншек, 1953.                                          | —                                                 |

## Споменици народним херојима и истакнутим учесницима НОП-а
| Споменици народним херојима и истакнутим учесницима НОП-а на територији Републике Словеније |                       |                         |                                |          |
| Слика                                                                                       | назив споменика       | локација                | аутор/и и година постављања    | напомена |
|                                                                                             | Ладо Амброжич         | Жужемберк               | 2005.                          | —        |
|                                                                                             | Ладо Амброжич         | Трново, код Нове Горице | 2005.                          | —        |
|                                                                                             | Франце Бевк           | Закојца                 | —                              | —        |
|                                                                                             | Фрања Бојц Видовец    | Церкно                  | —                              | —        |
|                                                                                             | Јоже Болдан           | Кочевје                 | —                              | —        |
|                                                                                             | Јоже Борштнар         | Трново, код Нове Горице | 2005.                          | —        |
|                                                                                             | Јосип Броз Тито       | Велење                  | вајар Антун Аугустинчић, 1977. | —        |
|                                                                                             | Јосип Броз Тито       | Љубљана                 | —                              | —        |
|                                                                                             | Мирко Вајнбергер      | Загорје об Сави         | —                              | —        |
|                                                                                             | Мајда Врховник        | Љубљана                 | вајар Стојан Батич, 1961.      | —        |
|                                                                                             | Карел Дестовник Кајух | Подкрај при Велењу      | —                              | —        |
|                                                                                             | Алберт Јакопич        | Трново, код Нове Горице | 1998.                          | —        |
|                                                                                             | Едвард Кардељ         | Љубљана                 | вајар Драго Тршар, 1981.       | —        |
|                                                                                             | Душан Кведер          | Кочевски Рог            | —                              | —        |
|                                                                                             | Милка Керин Похорска  | Лесковец при Кршкем     | —                              | —        |
|                                                                                             | Борис Кидрич          | Љубљана                 | вајар Зденко Калин, 1960.      | —        |
|                                                                                             | Борис Кидрич          | Марибор                 | вајар Стојан Батич, 1963.      | —        |
|                                                                                             | Франц Лескошек        | Кочевски Рог            | —                              | —        |
|                                                                                             | Антон Маринцељ        | Кочевје                 | —                              | —        |
|                                                                                             | Јоже Марн             | Загорје об Сави         | —                              | —        |
|                                                                                             | Евген Матејка         | Кочевје                 | —                              | —        |
|                                                                                             | Иван Мачек            | Кочевски Рог            | —                              | —        |
|                                                                                             | Јакоб Молек Мохор     | Камник                  | —                              | —        |
|                                                                                             | Антон Окрогар         | Загорје об Сави         | —                              | —        |
|                                                                                             | Иван Омерза           | Кочевје                 | —                              | —        |
|                                                                                             | Стане Поточар         | Трново, код Нове Горице | 2003.                          | —        |
|                                                                                             | Јанко Премрл Војко    | ?                       | —                              | —        |
|                                                                                             | Зорка Реганцин        | Загорје об Сави         | —                              | —        |
|                                                                                             | Душан Ремих           | Кочевје                 | —                              | —        |
|                                                                                             | Иван Скварча          | Загорје об Сави         | —                              | —        |
|                                                                                             | Франц Розман Стане    | Кочевски Рог            | —                              | —        |
|                                                                                             | Франц Розман Стане    | Ново Место              | —                              | —        |
|                                                                                             | Антон Тоне Томшич     | Љубљана                 | вајар Борис Калин              | —        |
|                                                                                             | Франц Фарчник         | Загорје об Сави         | —                              | —        |
|                                                                                             | Андреј Цетински       | Кочевје                 | —                              | —        |
|                                                                                             | Лидија Шентјурц       | Храстник                | —                              | —        |
|                                                                                             | Јоже Шешко            | Кочевје                 | —                              | —        |